# Віцепрезидент Російської Федерації

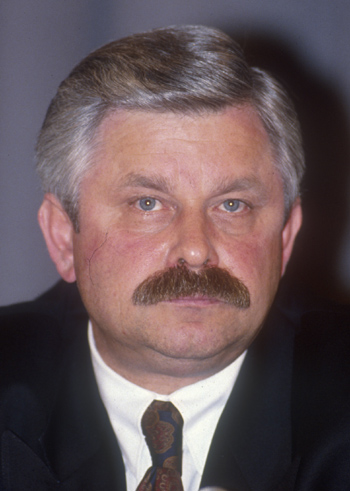
Олександр Володимирович Руцькой

Віцепрезидент Російської Федерації (до 25 грудня 1991 року — віцепрезидент РРФСР) — одна з вищих посадових осіб Російської Федерації від 24 квітня 1991 року по 25 грудня 1993 року. Обирався як єдина кандидатура з президентом на 5-річний термін. Віцепрезидентом міг бути обраний громадянин Росії не молодше 35 і не старше 65 років, що володіє виборчим правом. Він не міг бути народним депутатом і займати інші посади в державних і громадських органах, підприємницьких структурах.

## Віцепрезидент Росії
- Олександр Володимирович Руцькой (10 липня 1991 року — 25 грудня 1993 року).
- Посада вакантна (4 жовтня — 25 грудня 1993 року).